# Dicranomyia bryophila
Dicranomyia bryophila là một loài ruồi trong họ Limoniidae. Chúng phân bố ở miền Cổ bắc.